# 棘夢角鮟鱇
棘夢角鮟鱇，為輻鰭魚綱鮟鱇目棘茄魚亞目夢角鮟鱇科的其中一種。分布於東太平洋區，從美國阿拉斯加州至墨西哥海域，屬深海魚類，棲息深度約0至1750公尺，體長可達20公分，雄魚不寄生在雌魚身上，屬肉食性，以甲殼類為食。

## 扩展阅读
維基物種上的相關：棘夢角鮟鱇